# فينس لوك
فينس لوك (بالإنجليزية: Vince Locke)‏ هو رسام كارتون أمريكي، ولد في 7 نوفمبر 1966 في ميشيغان في الولايات المتحدة.

## وصلات خارجية
- الموقع الرسمي
- فينس لوك على موقع IMDb (الإنجليزية)
- فينس لوك على موقع ميوزك برينز (الإنجليزية)
- فينس لوك على موقع قاعدة بيانات الفيلم (الإنجليزية)